# SV 09 Eitorf
Der SV 09 Eitorf (offiziell: Sportverein 09 Eitorf e. V.) ist ein Sportverein aus Eitorf im nordrhein-westfälischen Rhein-Sieg-Kreis. Die erste Fußballmannschaft spielte zwei Jahre in der höchsten mittelrheinischen Amateurliga.

## Geschichte
Nach dem Ende des Zweiten Weltkriegs qualifizierten sich die Eitorfer 1946 für die seinerzeit erstklassige Rheinbezirksliga, aus der sie prompt abstiegen. 1949 ging es für den Verein runter in die Kreisklasse, wo der direkte Wiederaufstieg gelang. Nach einer Vizemeisterschaft 1953 hinter TuRa Hennef gelang ein Jahr später der Aufstieg in die Landesliga, der seinerzeit höchsten Amateurliga am Mittelrhein. Erneut folgte nach nur einem Jahr der Abstieg in die Bezirksklasse. Nach einer weiteren Vizemeisterschaft 1957 hinter dem TSV Ründeroth gelang ein Jahr später erneut der Landesligaaufstieg. Dieses Mal gelang zwar der Klassenerhalt in der Aufstiegssaison, ehe 1960 der Abstieg in die Bezirksklasse folgte. Tiefpunkt der Saison war eine 3:11-Niederlage beim SV Wesseling. In den folgenden Jahrzehnten pendelte die Mannschaft zwischen Bezirks- und Kreisliga. Seit dem Abstieg im Jahre 2015 treten die Eitorfer in der Kreisliga A an.

## Persönlichkeiten
- Hannes Löhr (1942–2016), zwanzigfacher Nationalspieler